# Atractus
Atractus is een geslacht van slangen uit de familie toornslangachtigen (Colubridae) en de onderfamilie Dipsadinae.

## Naam en indeling
De wetenschappelijke naam van de groep werd voor het eerst voorgesteld door Johann Georg Wagler in 1828. De slangen werden eerder aan andere geslachten toegekend, zoals Brachyorrhos, Calamaria en het niet langer tot de slangen gerekende Rhabdosoma (nu een geslacht van vlokreeften).
Er zijn 143 verschillende soorten, inclusief vijf soorten die voor het eerst zijn beschreven in 2019. Dergelijke recent beschreven soorten worden in de literatuur niet altijd vermeld.

### Soorten
Vanwege het enorme aantal zijn de soorten hieronder in een uitklapbare tabel weergegeven, met de auteur en het verspreidingsgebied.
| Naam                      | Auteur | Verspreidingsgebied                                                         |
| ------------------------- | --- | --------------------------------------------------------------------------- |
| Atractus aboiporu         | Melo-Sampaio, Passos, Fouquet, Costa-Prudente & Torres-Carvajal, 2019                                      | Brazilië                                                                    |
| Atractus acheronius       | Passos, Rivas & Barrio-Amorós, 2009                                                                        | Venezuela                                                                   |
| Atractus albuquerquei     | da Cunha & do Nascimento, 1983                                                                             | Brazilië, Bolivia                                                           |
| Atractus alphonsehogei    | da Cunha & do Nascimento, 1983                                                                             | Brazilië                                                                    |
| Atractus altagratiae      | Passos & Fernandes, 2008                                                                                   | Brazilië                                                                    |
| Atractus alytogrammus     | Köhler & Kieckbusch, 2014                                                                                  | Colombia                                                                    |
| Atractus andinus          | Prado, 1944                                                                                                | Colombia                                                                    |
| Atractus apophis          | Passos & Lynch, 2010                                                                                       | Colombia                                                                    |
| Atractus atlas            | Passos, Scanferla, Melo-Sampaio, Brito & Almendariz, 2018                                                  | Ecuador                                                                     |
| Atractus atratus          | Passos & Lynch, 2010                                                                                       | Colombia                                                                    |
| Atractus attenuates       | Myers & Schargel, 2006                                                                                     | Colombia                                                                    |
| Atractus avernus          | Passos, Chiesse, Torres-Carvajal & Savage, 2009                                                            | Colombia                                                                    |
| Atractus ayeush           | Esqueda, 2011                                                                                              | Venezuela                                                                   |
| Atractus badius           | Boie, 1827                                                                                                 | Colombia, Suriname, Frans-Guyana, Peru, Brazilië                            |
| Atractus biseriatus       | Prado, 1941                                                                                                | Colombia                                                                    |
| Atractus bocki            | Werner, 1909                                                                                               | Bolivia, Argentinië                                                         |
| Atractus bocourti         | Boulenger, 1894                                                                                            | Peru, Colombia                                                              |
| Atractus boimirim         | Passos, Prudente & Lynch, 2016                                                                             | Brazilië                                                                    |
| Atractus boulengerii      | Peracca, 1896                                                                                              | Colombia                                                                    |
| Atractus caete            | Passos, Fernandes, Bérnils & Moura-Leite, 2010                                                             | Brazilië                                                                    |
| Atractus careolepis       | Köhler & Kieckbusch, 2014                                                                                  | Colombia                                                                    |
| Atractus carrioni         | Parker, 1930                                                                                               | Ecuador                                                                     |
| Atractus caxiuana         | Prudente & Santos-Costa, 2006                                                                              | Brazilië, Colombia                                                          |
| Atractus cerberus         | Arteaga, Mebert, Valencia, Cisneros-Heredia, Peñafiel, Reyes-Puig, Vieira-Fernandes & Guayasamin, 2017     | Ecuador                                                                     |
| Atractus charitoae        | Silva Haad, 2004                                                                                           | Colombia                                                                    |
| Atractus chthonius        | Passos & Lynch, 2010                                                                                       | Colombia                                                                    |
| Atractus clarki           | Dunn & Bailey, 1939                                                                                        | Panama, Colombia                                                            |
| Atractus collaris         | Peracca, 1897                                                                                              | Ecuador, Peru, Colombia                                                     |
| Atractus crassicaudatus   | Duméril, Bibron & Duméril, 1854                                                                            | Colombia                                                                    |
| Atractus dapsilis         | Melo-Sampaio, Passos, Fouquet, Costa-Prudente & Torres-Carvajal, 2019                                      | Brazilië                                                                    |
| Atractus darienensis      | Myers, 2003                                                                                                | Panama                                                                      |
| Atractus depressiocellus  | Myers, 2003                                                                                                | Panama, Colombia                                                            |
| Atractus duboisi          | Boulenger, 1880                                                                                            | Ecuador                                                                     |
| Atractus duidensis        | Roze, 1961                                                                                                 | Venezuela                                                                   |
| Atractus dunni            | Savage, 1955                                                                                               | Ecuador                                                                     |
| Atractus echidna          | Passos, Mueses-Cisneros, Lynch & Fernandes, 2009                                                           | Colombia                                                                    |
| Atractus ecuadorensis     | Savage, 1955                                                                                               | Ecuador                                                                     |
| Atractus edioi            | da Silva, Rodrigues Silva, Ribeiro, Souza & do Amaral Souza, 2005                                          | Brazilië                                                                    |
| Atractus elaps            | Günther, 1858                                                                                              | Ecuador, Peru, Colombia, Brazilië, Venezuela, Bolivia                       |
| Atractus emigdioi         | Gonzales-Sponga, 1971                                                                                      | Venezuela                                                                   |
| Atractus emmeli           | Boettger, 1888                                                                                             | Bolivia, Peru                                                               |
| Atractus eriki            | Esqueda, La Marca & Bazó, 2007                                                                             | Venezuela                                                                   |
| Atractus erythromelas     | Boulenger, 1903                                                                                            | Venezuela, Colombia                                                         |
| Atractus esepe            | Arteaga, Mebert, Valencia, Cisneros-Heredia, Peñafiel, Reyes-Puig, Vieira-Fernandes & Guayasamin, 2017     | Ecuador                                                                     |
| Atractus favae            | Filippi, 1840                                                                                              | Suriname, Guyana                                                            |
| Atractus flammigerus      | Boie, 1827                                                                                                 | Brazilië, Frans-Guyana, Suriname, Peru                                      |
| Atractus franciscopaivai  | Silva Haad, 2004                                                                                           | Colombia                                                                    |
| Atractus francoi          | Passos, Fernandes, Bérnils & Moura-Leite, 2010                                                             | Brazilië                                                                    |
| Atractus fuliginosus      | Hallowell, 1845                                                                                            | Venezuela                                                                   |
| Atractus gaigeae          | Savage, 1955                                                                                               | Ecuador, Peru                                                               |
| Atractus gigas            | Myers & Schargel, 2006                                                                                     | Ecuador, Peru                                                               |
| Atractus guentheri        | Wucherer, 1861                                                                                             | Brazilië                                                                    |
| Atractus heliobelluomini  | Silva Haad, 2004                                                                                           | Colombia                                                                    |
| Atractus heyeri           | Esqueda & Mcdiarmid, 2015                                                                                  | Venezuela                                                                   |
| Atractus hoogmoedi        | Prudente & Passos, 2010                                                                                    | Brazilië                                                                    |
| Atractus hostilitractus   | Myers, 2003                                                                                                | Panama                                                                      |
| Atractus imperfectus      | Myers, 2003                                                                                                | Panama                                                                      |
| Atractus indistinctus     | Prado, 1940                                                                                                | Colombia                                                                    |
| Atractus insipidus        | Roze, 1961                                                                                                 | Venezuela, Brazilië                                                         |
| Atractus iridescens       | Peracca, 1896                                                                                              | Colombia, Ecuador                                                           |
| Atractus lancinii         | Roze, 1961                                                                                                 | Venezuela                                                                   |
| Atractus lasallei         | Amaral, 1931                                                                                               | Colombia                                                                    |
| Atractus latifrons        | Günther, 1868                                                                                              | Brazilië, Peru, Colombia, Frans-Guyana, Bolivia, Suriname                   |
| Atractus lehmanni         | Boettger, 1898                                                                                             | Colombia, Ecuador                                                           |
| Atractus loveridgei       | Amaral, 1930                                                                                               | Colombia                                                                    |
| Atractus macondo          | Passos, Lynch & Fernandes, 2009                                                                            | Colombia                                                                    |
| Atractus maculatus        | Günther, 1858                                                                                              | Brazilië                                                                    |
| Atractus major            | Boulenger, 1894                                                                                            | Ecuador, Colombia, Venezuela, Brazilië, Peru                                |
| Atractus manizalesensis   | Prado, 1940                                                                                                | Colombia                                                                    |
| Atractus mariselae        | Lancini, 1969                                                                                              | Venezuela                                                                   |
| Atractus marthae          | Meneses-Pelayo & Passos, 2019                                                                              | Colombia                                                                    |
| Atractus matthewi         | Markezich & Barrio-Amorós, 2004                                                                            | Venezuela                                                                   |
| Atractus medusa           | Passos, Mueses-cisneros, Lynch & Fernandes, 2009                                                           | Colombia                                                                    |
| Atractus melanogaster     | Werner, 1916                                                                                               | Colombia                                                                    |
| Atractus melas            | Boulenger, 1908                                                                                            | Colombia                                                                    |
| Atractus meridensis       | Esqueda & La Marca, 2005                                                                                   | Venezuela                                                                   |
| Atractus micheleae        | Esqueda & La Marca, 2005                                                                                   | Venezuela                                                                   |
| Atractus microrhynchus    | Cope, 1868                                                                                                 | Ecuador, Peru                                                               |
| Atractus mijaresi         | Esqueda & La Marca, 2005                                                                                   | Venezuela                                                                   |
| Atractus modestus         | Boulenger, 1894                                                                                            | Ecuador, Peru                                                               |
| Atractus multicinctus     | Jan, 1865                                                                                                  | Ecuador, Colombia                                                           |
| Atractus multidentatus    | Passos, Rivas & Barrio-Amorós, 2009                                                                        | Venezuela                                                                   |
| Atractus nasutus          | Passos, Arredondo, Fernandes & Lynch, 2009                                                                 | Colombia                                                                    |
| Atractus natans           | Hoogmoed & Prudente, 2003                                                                                  | Brazilië, Peru                                                              |
| Atractus nicefori         | Amaral, 1930                                                                                               | Colombia                                                                    |
| Atractus nigricaudus      | Schmidt & Walker, 1943                                                                                     | Peru                                                                        |
| Atractus nigriventris     | Amaral, 1933                                                                                               | Colombia                                                                    |
| Atractus obesus           | Marx, 1960                                                                                                 | Colombia                                                                    |
| Atractus obtusirostris    | Werner, 1916                                                                                               | Colombia                                                                    |
| Atractus occidentalis     | Savage, 1955                                                                                               | Ecuador                                                                     |
| Atractus occipitoalbus    | Jan, 1862                                                                                                  | Ecuador, Bolivia, Peru, Colombia                                            |
| Atractus ochrosetrus      | Esqueda & La Marca, 2005                                                                                   | Venezuela                                                                   |
| Atractus oculotemporalis  | Amaral, 1932                                                                                               | Colombia                                                                    |
| Atractus orcesi           | Savage, 1955                                                                                               | Ecuador, Colombia                                                           |
| Atractus paisa            | Passos, Arredondo, Fernandes & Lynch, 2009                                                                 | Colombia                                                                    |
| Atractus pamplonensis     | Amaral, 1937                                                                                               | Colombia, Venezuela                                                         |
| Atractus pantostictus     | Fernandes & Puorto, 1993                                                                                   | Brazilië                                                                    |
| Atractus paraguayensis    | Werner, 1924                                                                                               | Paraguay, Argentinië, Brazilië                                              |
| Atractus paucidens        | Despax, 1910                                                                                               | Ecuador                                                                     |
| Atractus pauciscutatus    | Schmidt & Walker, 1943                                                                                     | Peru                                                                        |
| Atractus peruvianus       | Jan, 1862                                                                                                  | Peru                                                                        |
| Atractus poeppigi         | Jan, 1862                                                                                                  | Colombia, Brazilië, Peru                                                    |
| Atractus potschi          | Fernandes, 1995                                                                                            | Brazilië                                                                    |
| Atractus punctiventris    | Amaral, 1933                                                                                               | Colombia                                                                    |
| Atractus pyroni           | Arteaga, Mebert, Valencia, Cisneros-Heredia, Peñafiel, Reyes-Puig, Vieira-Fernandes & Guayasamin, 2017     | Ecuador                                                                     |
| Atractus resplendens      | Werner, 1901                                                                                               | Ecuador                                                                     |
| Atractus reticulatus      | Boulenger, 1885                                                                                            | Paraguay, Brazilië, Argentinië, Uruguay                                     |
| Atractus riveroi          | Roze, 1961                                                                                                 | Brazilië, Venezuela                                                         |
| Atractus ronnie           | Passos, Fernandes & Borges-Nojosa, 2007                                                                    | Brazilië                                                                    |
| Atractus roulei           | Despax, 1910                                                                                               | Ecuador, Peru                                                               |
| Atractus sanctaemartae    | Dunn, 1946                                                                                                 | Colombia                                                                    |
| Atractus sanguineus       | Prado, 1944                                                                                                | Colombia                                                                    |
| Atractus savagei          | Salazar-Valenzuela, Torres-Carvajal & Passos, 2014                                                         | Ecuador                                                                     |
| Atractus schach           | Boie, 1827                                                                                                 | Frans-Guyana, Guyana, Suriname                                              |
| Atractus serranus         | Amaral, 1930                                                                                               | Brazilië                                                                    |
| Atractus snethlageae      | da Cunha & do Nascimento, 1983                                                                             | Brazilië, Suriname, Colombia, Bolivia, Peru, Ecuador, Argentinië            |
| Atractus spinalis         | Passos, Teixeira Jr., Recoder, de Sena, Dal Vechio, de Arruda Pinto, Mendonça, Cassimiro & Rodrigues, 2013 | Brazilië                                                                    |
| Atractus steyermarki      | Roze, 1958                                                                                                 | Venezuela, Guyana                                                           |
| Atractus stygius          | Passos, Azevedo, Nogueira, Fernandes & Swaya, 2019                                                         | Brazilië                                                                    |
| Atractus surucucu         | Prudente & Passos, 2008                                                                                    | Brazilië                                                                    |
| Atractus tamaensis        | Esqueda & La Marca, 2005                                                                                   | Venezuela                                                                   |
| Atractus tamessari        | Kok, 2006                                                                                                  | Guyana, Venezuela                                                           |
| Atractus taphorni         | Schargel & García-Pérez, 2002                                                                              | Venezuela                                                                   |
| Atractus tartarus         | Passos, Prudente & Lynch, 2016                                                                             | Brazilië                                                                    |
| Atractus thalesdelemai    | Passos, Fernandes & Zanella, 2005                                                                          | Brazilië                                                                    |
| Atractus titanicus        | Passos, Arredondo, Fernandes & Lynch, 2009                                                                 | Colombia                                                                    |
| Atractus torquatus        | Duméril, Bibron & Duméril, 1854                                                                            | Colombia, Bolivia, Brazilië, Peru, Venezuela, Frans-Guyana, Guyana, Ecuador |
| Atractus touzeti          | Schargel, Lamar, Passos, Valencia, Cisneros-Hereda & Campbell, 2013                                        | Ecuador                                                                     |
| Atractus trefauti         | Melo-Sampaio, Passos, Fouquet, Costa-Prudente & Torres-Carvajal, 2019                                      | Frans-Guyana, Brazilië                                                      |
| Atractus trihedrurus      | Amaral, 1926                                                                                               | Brazilië                                                                    |
| Atractus trilineatus      | Wagler, 1828                                                                                               | Venezuela, Trinidad en Tobago, Brazilië, Guyana                             |
| Atractus trivittatus      | Amaral, 1933                                                                                               | Colombia                                                                    |
| Atractus turikensis       | Barros, 2000                                                                                               | Venezuela, Colombia                                                         |
| Atractus typhon           | Passos, Mueses-Cisneros, Lynch & Fernandes, 2009                                                           | Colombia, Ecuador                                                           |
| Atractus variegatus       | Prado, 1942                                                                                                | Colombia                                                                    |
| Atractus ventrimaculatus  | Boulenger, 1905                                                                                            | Venezuela                                                                   |
| Atractus vertebralis      | Boulenger, 1904                                                                                            | Peru                                                                        |
| Atractus vertebrolineatus | Prado, 1941                                                                                                | Colombia                                                                    |
| Atractus vittatus         | Boulenger, 1894                                                                                            | Venezuela                                                                   |
| Atractus wagleri          | Prado, 1945                                                                                                | Colombia                                                                    |
| Atractus werneri          | Peracca, 1912                                                                                              | Colombia                                                                    |
| Atractus zebrinus         | Jan, 1862                                                                                                  | Brazilië                                                                    |
| Atractus zidoki           | Gasc & Rodrigues, 1979                                                                                     | Brazilië, Frans-Guyana, Colombia                                            |

## Uiterlijke kenmerken
De soorten blijven klein tot middelgroot en kennen een enorme variatie in kleuren en patronen. Op de rug zijn meestal 15 tot 17 rijen schubben in de lengte aanwezig. Veel soorten hebben een afstekend patroon van gekleurde ringen, die zwart, rood of wit kunnen zijn. Ook melanische vormen, die geheel zwart zijn, komen voor. Andere soorten hebben bruine kleuren die ze doen wegvallen tegen de ondergrond. Met name deze laatste soorten zijn lastig van elkaar te onderscheiden.

## Levenswijze
De soorten zijn bodembewonend en leven in de strooisellaag. Veel soorten graven holen in de grond, op het menu staan vooral regenwormen.

## Verspreiding en habitat
Alle soorten komen voor in delen van Midden- en Zuid-Amerika en leven in de landen Colombia, Suriname, Frans-Guyana, Peru, Brazilië, Ecuador, Venezuela, Bolivia, Guyana, Panama, Argentinië, Uruguay, en Trinidad en Tobago.
De habitat bestaat uit tropische en subtropische bossen, zowel in bergstreken als in laaglanden. Ook in door de mens aangepaste streken zoals plantages, landelijke tuinen en aangetaste bossen kunnen de dieren worden aangetroffen.

## Beschermingsstatus
Door de internationale natuurbeschermingsorganisatie IUCN is aan 121 soorten een beschermingsstatus toegewezen. Vijfenvijftig soorten worden beschouwd als 'veilig' (Least Concern of LC), 49 als 'onzeker' (Data Deficient of DD), zes soorten als 'kwetsbaar' (Vulnerable of VU) en vier soorten als 'gevoelig' (Near Threatened of NT). Vijf soorten worden beschouwd als 'bedreigd' (Endangered of EN) en de soorten Atractus multidentatus en Atractus hoogmoedi ten slotte staan te boek als 'ernstig bedreigd' (Critically Endangered of CR)..